# マイケル・ピルズベリー
マイケル・ピルズベリー（英語: Michael Pillsbury、1945年2月8日 - ）は、アメリカ合衆国の政治学者、官僚、米中関係に関する著作家。

## 経歴
1945年にカリフォルニアで生まれた。スタンフォード大学で歴史学を専攻し、コロンビア大学でPhDを取得した。
1973年から1977年までランド研究所にアナリストとして勤務し、中華人民共和国と米国は軍事協力を行うべきとする論文L-32で当時のアメリカ政府から注目された。東西冷戦時代は国務省の軍備管理軍縮庁長官代行や国防総省の政策企画局長補佐などを歴任し、カンボジア・ベトナム戦争やアンゴラ内戦、アフガニスタン紛争などで米中の秘密工作にも従事し、ジョージ・H・W・ブッシュ政権ではアンドリュー・マーシャルの総合評価局の特別補佐官だった。
2003年から国防総省顧問を務めており、2020年12月に国防総省の諮問機関である国防政策委員会の委員長に任命された。

## 主張
1990年代後半のクリントン政権時代に、中国の知識を買われたピルズベリーはペンタゴンと中央情報局（CIA）からの指示で、中国のアメリカを欺く能力と、それに該当する行動を調査することとなった。ピルズベリーは諜報機関の資料、未発表の書類、中国の反体制派や学者へのインタビューや中国の文献を調べた。彼によれば、中国は日本や欧米諸国から軍事的、経済的支援を取り付け、2049年までにアメリカを超える大国になるというシナリオである「100年マラソン」と呼ばれる戦略に基づいているとする「The Hundred-Year Marathon」（邦題：China 2049）を著し、CIAのエクセプショナル・パフォーマンス賞を受賞、元CIA長官のジェームズ・ウールジーも序文に文章を寄せている。なお、ピルズベリーによると同書の出版にあたりCIA、連邦捜査局（FBI）、ペンタゴンの査読によって削除された機密事項もあるため、書かれた米中の軍事協力は一部でしかなく、継続中のものもあるという。「The Hundred-Year Marathon」はワシントン・ポストのベストセラーリストの1位にもなった。
ピルズベリーによれば、1973年から当時のニクソン政権はイギリスを介して中国に軍事援助を行い、カーター政権ではペンタゴンとCIAは中国に軍用機材を輸送し、レーガン政権は対中武器輸出を行い、中国から武器を購入（CIAの秘密工作用やアグレッサー機）するなど米中は軍事的に協力関係にあったとされる。
かつて米中の接近を推し進めた親中派だったことへの自省も述べつつ、ニクソン政権からオバマ政権にいたるまで、やがて民主化してアメリカの同盟国になると幻想を抱き、韜光養晦の中国を見誤ったとする中国脅威論を主張しており、トランプ大統領はピルズベリーを「中国に関する一流の権威」と高く評価し、中国問題についてのトランプ政権の重要な助言者とされ、トランプ政権下ではアメリカの国防政策に強い影響力を持つ国防政策委員長のポストに抜擢された。また、中国を過小評価する中国崩壊論についても中国脅威論を打ち消すための中国の情報工作だったと述べている。

## 発行物

### 書籍
Author of two books on China, available at National Defense University Press:
- The Hundred-Year Marathon: China's Secret Strategy to Replace America as the Global Superpower. (2015). ISBN 978-1-6277-9010-9 『China 2049』
- China Debates the Future Security Environment. (2000). ISBN 978-1-4102-1856-8*:This book has been translated and published in China by the New China News Agency Press
- Chinese Views of Future Warfare. (1998). ISBN 978-1-57906-016-9 (editor)

### レポーならびに論文

#### アメリカと中国関係のレポート
- China's Progress in Technological Competitiveness – The Need for a New Assessment. (2005).  オリジナルの2009-05-07時点におけるアーカイブ。.
- The US Role in Taiwan's Defense Reforms. (2004).  オリジナルの2009-06-25時点におけるアーカイブ。.
- China's Military Strategy Toward the U.S.: A View From Open Sources. (2003).  オリジナルの2006-11-14時点におけるアーカイブ。.
- An Assessment of China's Anti-Satellite And Space Warfare Programs, Policies And Doctrines. Defense Technical Information Center. (January 19, 2007). OCLC 165065634.
- China's Assessment of the Future Security Environment. Office of Net Assessment. (1998). OCLC 43387159
- Dangerous Chinese Misperceptions: The Implications for the Department of Defense. Office of Net Assessment. (1996). OCLC 53477900
- Chinese Perceptions of the Soviet-American Military Balance. Office of Net Assessment. (1980). OCLC 6368991

#### ジャーナル
- “Strategic Acupuncture”. Foreign Policy (Washingtonpost.Newsweek Interactive, LLC) (Winter 1980):  44–61. (1980). JSTOR 1148172.
- “US-China Military Ties?”. Foreign Policy (Washingtonpost.Newsweek Interactive, LLC) (Autumn 1975):  50–64. (1975). JSTOR 1148126.
- “A Japanese Card?”. Foreign Policy (Washingtonpost.Newsweek Interactive, LLC) (Winter 1978):  3–30. (1978). JSTOR 1148458.
- “Future Sino American Security Ties: The View from Tokyo, Moscow, and Peking”. International Security (The MIT Press) 1 (Spring 1977):  124–142. (1977). doi:10.2307/2538627. JSTOR 2538627.